# Litoria cooloolensis
Litoria cooloolensis (Cooloola sedgefrog o Cooloola tree frog en inglés) es una especie de anfibio anuro del género Litoria de la familia Hylidae.

## Distribución geográfica
Originaria de Australia. Vive en Queensland y en Isla Fraser and Isla Stradbroke Norte.
Pueden crecer a 3 cm de largo. Son verdes y marrones con manchas marrones.  Algunas tienen rayas oscuras.  Las pupilas de sus ojos son horizontales.  Hay un poco de membrana interdigital en las patas delanteras y más en las patas traseras.
Viven en lagos o arroyos de agua dulce cerca de las costas.  Prefieren cuerpos de agua con muchas cañas.
Ponen sus huevos en plantas subacuáticas. Los renacujos son de color dorado con manchas marrones.  Crecen hasta 5.5 cm de largo.
Están en peligro de extinción debido a la fragmentación del hábitat, porque los humanos perturban sus lagos y porque usan el agua de sus hábitats para la minería de arena y otros fines.